# 创世纪第22章
创世纪22章是《旧约圣经·创世纪》的第二十二章，共有24节。
创世纪22章记述耶和华试验亚伯拉罕是否敬畏他，要他将独生的儿子以撒献为燔祭。亚伯拉罕就拿着火与刀，以撒背着燔祭的柴，一同到摩利亚山上。亚伯拉罕在那里筑坛，捆绑以撒，正在伸手拿刀，要杀以撒时，天使阻止了他，用一只两角扣在树丛中的公羊代替。亚伯拉罕给那地方起名叫耶和华以勒，意为“在耶和华的山上必有豫备”。此后，耶和华指着自己起誓，再次坚定与亚伯拉罕所立的约。  

## 相关研究
无论对于信徒或非信徒，本章内容是圣经中最具争议性的主题之一，历来有许多不同的领会。
倪柝声等解經學者，认为以撒在某些方面可以看为基督的预表：
- 是父的爱子
- 承受父亲一切的产业
- 借着恩典而不是借着努力
- 甘愿牺牲，顺服至死
- 得着新妇(预表教会）